# Gemeinde Radlje ob Dravi

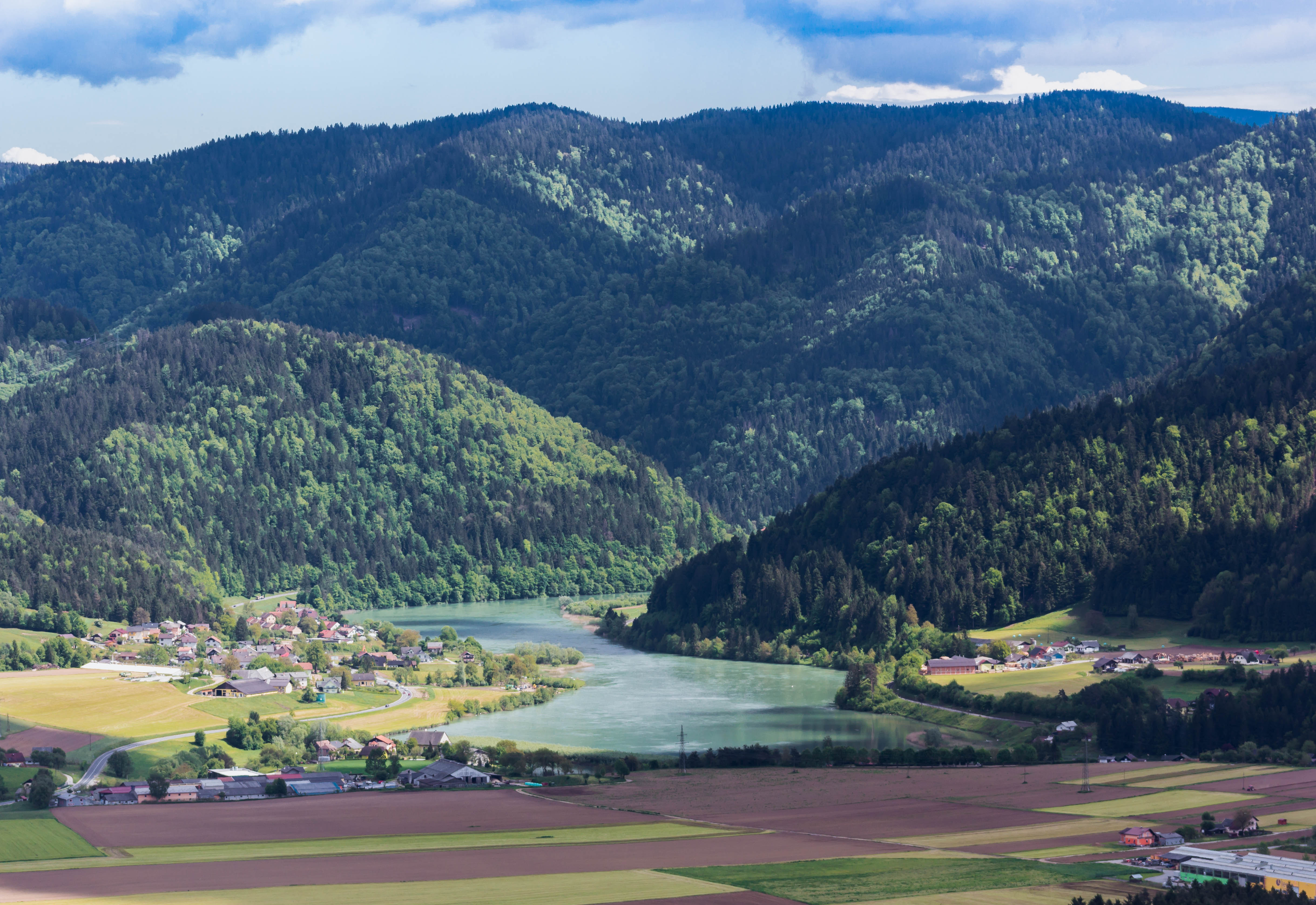
Drautal in der Gemeinde Radlje ob Dravi.

Radlje ob Dravi (deutsch Mahrenberg, bis 1952 slowenisch Marenberg) ist eine Gemeinde in der historischen Landschaft Untersteiermark, Region Koroška, in Slowenien. Verwaltungssitz ist die Ortschaft Radlje ob Dravi.

## Lage
Radlje ob Dravi liegt an der Drau und umfasst nördlich auch Anteile des Kozjak (Poßruck) bis an die Grenze zu Österreich reichend und südlich Abschnitte des Pohorje (Bacherngebirge). Das zwischen Kozjak und Pohorje über weite Strecken sehr enge Drautal weitet sich im Bereich von Radlje zu einer kleinen Ebene, die als Radeljsko polje (Mahrenberger Feld) bezeichnet wird.
Über den Radlpass (Radelj) besteht eine Verbindung nach Eibiswald in Österreich.

## Ortschaften
Die Gemeinde umfasst 14 Ortschaften, deutsche Ortsnamen in Klammern
- Brezni Vrh (Wriesnigg)
- Dobrava (Fischern)
- Radelca (Radlberg)
- Radlje ob Dravi (Mahrenberg)
- Remšnik (Remschnigg)
- Spodnja Orlica (Arlberg)
- Spodnja Vižinga (Unterfeising)
- Sveti Anton na Pohorju1 (Sankt Anton am Bachern)
- Sveti Trije Kralji1 (Dreikönig)
- Šent Janž pri Radljah1 (Sankt Johann)
- Vas (Dörfl)
- Vuhred (Wuchern)
- Zgornja Vižinga (Oberfeising)
- Zgornji Kozji Vrh (Kosiberg)

1Einige Dörfer der Gemeinde mussten aufgrund des Gesetzes zur Benennung von Siedlungen, Plätzen, Straßen und Gebäuden aus dem Jahr 1948 vorübergehend ihre Namen ändern. Die Änderung wurde 1955 vollzogen und betraf Sveti Anton (hieß ab dann Planina), Sveti Trije Kralji (Brezovec) und Šent Janž (Suhi Vrh pri Radljah). Alle drei erhielten allerdings 1993 ihre alten Namen zurück.

## Nachbargemeinden
|          | Eibiswald (A)                               | Oberhaag (A)       |
| Muta     | Kompassrose, die auf Nachbargemeinden zeigt | Podvelka           |
| Vuzenica |                                             | Ribnica na Pohorju |

## Geschichte

Das damalige Mahrenberg um 1877 (Aufnahmeblatt der Landesaufnahme)

Geologische Karte mit dem Drautal bei Radlje, um 1926

Die Gegend um Radlje ob Dravi ist schon seit der Antike besiedelt. Als Siedlung wird sie erstmals 1139 erwähnt. 1268 erhielt sie das Marktrecht.
Im Jahr 1900 hatte die Marktgemeinde Mahrenberg 1.066 Einwohner, davon waren 971 deutsch- und 59 slowenischsprachig.
Der Ort hieß früher auch auf Slowenisch Marenberg und wurde 1952 in Radlje ob Dravi umbenannt. Grundlage hierfür war ein 1948 erlassenes Gesetz, das die Beseitigung deutscher Namensteile aus Orts- und Straßennamen zum Ziel hatte.

## Wirtschaft & Tourismus
Durch Radlje ob Dravi verläuft der Ciglar-Weg, der slowenische Abschnitt des Europäischen Fernwanderwegs E6.

## Sehenswürdigkeiten
Die Pfarrkirche Radlje ob Dravi ist dem hl. Michael geweiht und befindet sich im Ortszentrum. Die im Kern gotische Kirche wurde zwischen 1713 und 1724 barockisiert und in der zweiten Hälfte des 18. Jhdts. um eine Sakristei erweitert. Eine Malerei an der Presbyteriumsnordwand sowie der Glockenturm sind noch aus der Gotik erhalten geblieben.
Am Berghang der Kozjansko-Hügel steht das ehemalige Dominikanerinnenkloster Mahrenberg, das 1251 von Seifried von Mahrenberg und seiner Mutter gegründet wurde. Am Berg Perkolica sind die Höhlen Pavlijeva luknja und Huda luknja zu sehen.
Oberhalb des Ortes Richtung Radlpass stehen die Ruinen der Burg Mahrenberg.
Die Pfarrkirche Remšnik (dt. Remschnigg) befindet sich einige Kilometer von der österreichischen Grenze entfernt und ist dem hl. Georg geweiht. Sie wurde als gotische Kirche errichtet und in der Zwischenzeit mehrfach umgebaut und umgestaltet worden.

## Persönlichkeiten
- Seifried von Mahrenberg († 1271/72), Adeliger
- Drago Grubelnik (1976–2015), Skirennläufer
- Robert Koren (* 1980), Fußballspieler